# 舒瓦西拉维克图瓦尔
舒瓦西-拉维克图瓦尔（法語：Choisy-la-Victoire，法語發音：[ʃwazi la viktwaʁ]）是法国瓦兹省的一个市镇，属于克莱蒙区。

## 地理
舒瓦西-拉维克图瓦尔（49°22'40"N, 2°35'8"E）面积9.97 平方千米，位于法国上法蘭西大區瓦兹省，该省份为法国北部内陆省份，北起索姆省，西接厄尔省和滨海塞纳省，南至塞纳-马恩省和瓦兹河谷省，东临埃纳省。
与舒瓦西-拉维克图瓦尔接壤的市镇（或旧市镇、城区）包括：埃斯特雷圣但尼、阿夫里尼、巴约勒勒索克、布兰库尔、穆瓦维莱尔、大萨西、小萨西、圣马丹隆戈。
舒瓦西-拉维克图瓦尔的时区为UTC+01:00、UTC+02:00（夏令时）。

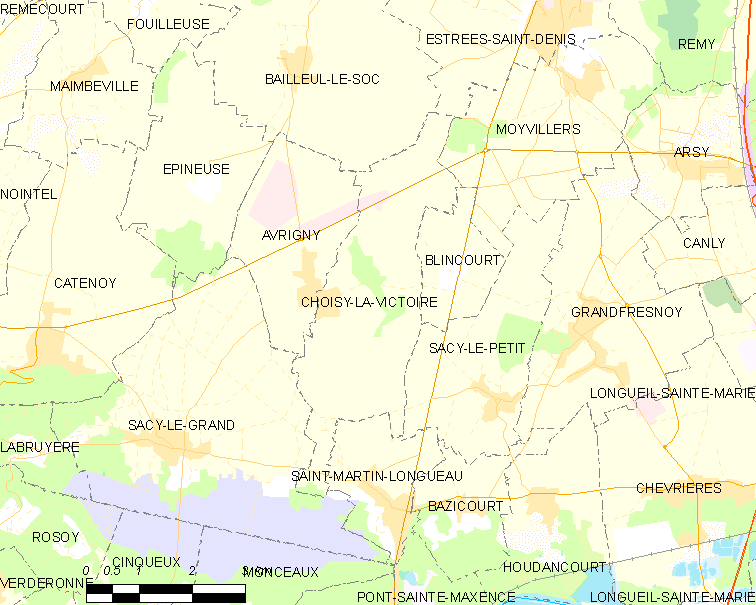
舒瓦西-拉维克图瓦尔的OSM定位图

## 行政
舒瓦西-拉维克图瓦尔的邮政编码为60190，INSEE市镇编码为60152。

## 政治
舒瓦西-拉维克图瓦尔所属的省级选区为埃斯特雷圣但尼县。

## 人口

1962-2008年间舒瓦西-拉维克图瓦尔人口变化图示

舒瓦西-拉维克图瓦尔于2022年1月1日时的人口数量为245人。